# Jiří Pechar
Jiří Pechar (7. května 1929 Příbram –⁠ 22. srpna 2022) byl český estetik, filozof, literární teoretik a překladatel. Jeho učitelem byl Václav Černý.

## Život a dílo
Vystudoval srovnávací historii literatury na FF UK. Do roku 1958 pracoval jako redaktor v nakladatelství ČSAV. Po propuštění z politických důvodů překládal ve svobodném povolání. Po sametové revoluci se stal vědeckým pracovníkem Filozofického ústavu ČSAV.
V 60. letech napsal knihu Prostor imaginace, kde vyložil základní pojmy učení Sigmunda Freuda a aplikoval je na literární teorii. Kniha ovšem vyšla až roku 1976 v samizdatu (Edice Petlice) pod názvem Psychoanalýza a literatura, oficiálně pak roku 1992. V samizdatu rovněž vydal překlad Freudových textů o kultuře, které nebyly zařazeny do Freudových Vybraných spisů, jež vyšly v 60. a 70. letech ve Státním zdravotnickém nakladatelství.
I posléze se věnoval především literární teorii (Nad knihami a rukopisy, Dvacáté století v zrcadle literatury, Interpretace a analýza literárního díla), ale též próze (Upilované mříže), filozofickým esejům (Člověk a pravda, Být sám sebou, Problémy fenomenologie – Od Husserla k Derridovi) i poezii (Slovo v samotě). Roku 2009 vyšla jeho kniha vzpomínek Život na hraně.